# Snookerweltmeisterschaft 1935
Die Snookerweltmeisterschaft 1935 war ein Snookerturnier, das in der Thurston’s Hall in London, England stattfand.
Sieger wurde zum neunten Mal in Folge Joe Davis. Zuvor hatte er im Halbfinale gegen Tom Newman das erste Century Break der WM-Geschichte gespielt. Es belief sich auf 110 Punkte.
Erstmals stand ein Kanadier im Teilnehmerfeld: Conrad Stanbury schaffte es zwar in seinem Auftaktspiel gegen Willie Smith in den Decider, verlor die Partie am Ende aber.

## Hauptrunde
| Runde 1 Best of 25 Frames | Runde 1 Best of 25 Frames |    |  | Halbfinale Best of 25 Frames | Halbfinale Best of 25 Frames |  |           | Finale Best of 49 Frames | Finale Best of 49 Frames |
|                           |                           |    |  |                              |                              |  |           |                          |                          |
|                           |                           |    |  | Joe Davis                    | 15                           |  |           |                          |                          |
|                           |                           |    |  | Tom Newman                   | 10                           |  |           |                          |                          |
|                           |                           |    |  |                              |                              |  | Joe Davis | 25                       |                          |
|                           | Willie Smith              | 20 |  |                              |                              |  |           |                          |                          |
| Willie Smith              | 13                        |    |  | Alec Mann                    | 4                            |  |           |                          |                          |
| Conrad Stanbury           | 12                        |    |  | Willie Smith                 | 13                           |  |           |                          |                          |